# Albert Mosmans
Albertus Josephus Alphonsus (Albert) Mosmans ('s-Hertogenbosch, 18 maart 1874 – aldaar, 5 maart 1942) was een Nederlands organist, componist, muziekleraar en muziekuitgever.
Hij was zoon van boekhouder Henricus Antonius Adrianus Mosmans en Taekla Anna Maria Jorritsma. Broer Alphons Mosmans was eveneens componist; Jan Mosmans archivaris van de Sint-Janskathedraal. Albert bleef ongetrouwd. 
Hij kreeg zijn muziekopleiding aan de Stedelijke Muziekschool van Den Bosch van Herman van Bree. Vioollessen kreeg hij van W. van Esch en ondertussen bekwaamde hij zichzelf op het orgel. Hij werd dan ook organist bij de Zusters van de Choorstraat in Den Bosch en was werkzaam bij muziekhandel- en muziekuitgeversbedrijf Mosmans.
Van hem is een aantal werken bekend:
- opus 6: Drie liederen van zangstem en piano (1. Het slapend kind, 2. Overal, 3. Mocht ik van God eens vragen)
- opus 8: Vier verjaardagsliederen (1. Op vaders verjaardag, 2.Moeder verjaart, 3. Kindervreugde, 4. Ter verjaring van moeder)
- opus 9: Postludium voor orgel (Nederlands orgelalbum, is vastgelegd door Henk Kooiker)
- opus 10; Souvenir Bois-le-Duc, ook wel Valse Hollandaise
- opus 12: Vier gemakkelijke pianostukjes (1.Jeugd en vreugd, 2.Vacantie, 3. Carillons, 4. Bloemengavotte)
- opus 15: Postludium en interludium voor orgel, Nederlands orgelalbum
- opus 16: Aan een communiekind voor zangstem en piano, tekst Martialis Vreeswijk
- opus 17: Te Deum, driestemmig mannen- of vrouwenkoor met orgel of harmonium
- opus 18: Heilwensch op vaders of moeders verjaardag voor zang en piano
- opus 18: Kerstklanken, kleine fantaisie over eenige der meest bekende kerstliederen voor orgel, harmonium of piano
- opus 23.2: 't Zonnetje gaat van ons scheiden
- opus 32: De burcht voor vierstemmig mannenkoor op tekst van Henri Mosmans
- opus 25: De ruïne voor vierstemmig mannenkoor; tekst vermoedelijk van Henri Mosmans (HM)

Ook zouden er werken van hem zijn gedrukt onder pseudoniem, onbekend is welk pseudoniem hij gebruikte. Albert Mosmans is in België enigszins bekend omdat hij rond 1924 een lijst heeft gemaakt van composities waarin teksten van Guido Gezelle zijn gebruikt; de lijst zou in het bezit zijn van het Gezellemuseum in Brugge. 
Herman Moerkerk heeft een portret van hem vastgelegd.